# Gerocyptera tristis
Gerocyptera tristis là một loài ruồi trong họ Tachinidae.